# Treizième circonscription des Hauts-de-Seine
La treizième circonscription des Hauts-de-Seine est l'une des 13 circonscriptions législatives françaises que compte le département des Hauts-de-Seine (92) situé en région Île-de-France.

## Description géographique et démographique

### 1958 à 1967
La Cinquante-troisième circonscription de la Seine était composée de :
- Commune d'Antony
- Commune de Bagneux
- Commune de Bourg-la-Reine
- Commune de Montrouge

(Réf. Journal officiel du 14-15 octobre 1958)

### 1967 à 1986
La Cinquante-troisième circonscription de la Seine devient la Treizième circonscription des Hauts-de-Seine.

### Depuis 1988
La treizième circonscription des Hauts-de-Seine est délimitée par le découpage électoral de la loi n°86-1197 du 24 novembre 1986, elle regroupe les divisions administratives suivantes : cantons d'Antony, Bourg-la-Reine, Châtenay-Malabry et Sceaux.
D'après le recensement général de la population en 1999, réalisé par l'Institut national de la statistique et des études économiques (INSEE), la population totale de cette circonscription est estimée à 128 049 habitants,. La circonscription est peuplée de 133 527 habitants en 2010.

La treizième circonscription en 1967.
La treizième circonscription en 1986.

## Historique des députations

### 1958 à 1967
- 1958 : Paul Mainguy, UNR
- 1962 : Paul Mainguy, UNR

### 1967 à 1986
- 1967 : Paul Mainguy, UDR
- 1968 : Paul Mainguy, UDR
- 1973 : Henri Ginoux, CNIP
- 1978 : Henri Ginoux, UDF
- 1981 : Philippe Bassinet, PS

### Depuis 1988
| Législature | Début de mandat | Fin de mandat  | Député             | Parti politique                                   | Observations |
| ----------- | --------------- | -------------- | ------------------ | ------------------------------------------------- | --- |
| IXe         | 23 juin 1988    | 1er avril 1993 | Patrick Devedjian  | RPR                                               | |
| Xe          | 2 avril 1993    | 21 avril 1997  | Patrick Devedjian, | RPR,                                              | Mandat écourté à la suite d'une dissolution parlementaire décidée par Jacques Chirac.                                                                                         |
| XIe         | 12 juin 1997    | 18 juin 2002   | Patrick Devedjian, | RPR,                                              | du 19 juillet 2002 au 30 juin 2005, le suppléant Georges Siffredi remplace Patrick Devedjian devenu Ministre délégué aux Libertés locales puis Ministre délégué à l'Industrie |
| XIIe        | 19 juin 2002    | 19 juin 2007   | Patrick Devedjian, | UMP,                                              | |
| XIIIe       | 20 juin 2007    | 19 juin 2012   | Patrick Devedjian  | UMP                                               | du 5 janvier 2009 au 14 décembre 2010, le suppléant Georges Siffredi remplace Patrick Devedjian devenu Ministre chargé de la Mise en œuvre du plan de relance                 |
| XIVe        | 20 juin 2012    | 20 juin 2017   | Patrick Devedjian  | UMP                                               | |
| XVe         | 21 juin 2017    | 21 juin 2022   | Frédérique Dumas   | Élue : LREM A siégé avec: Libertés et territoires | Changement de groupe parlementaire en Septembre 2018 |
| XVIe        | 22 juin 2022    | 9 juin 2024    | Maud Bregeon       | RE                                                | Mandat écourté à la suite d'une dissolution parlementaire décidée par Emmanuel Macron.                                                                                        |
| XVIIe       | 8 juillet 2024  | En cours       | Maud Bregeon       | RE                                                | |

## Historique des élections

### Découpage de 1966

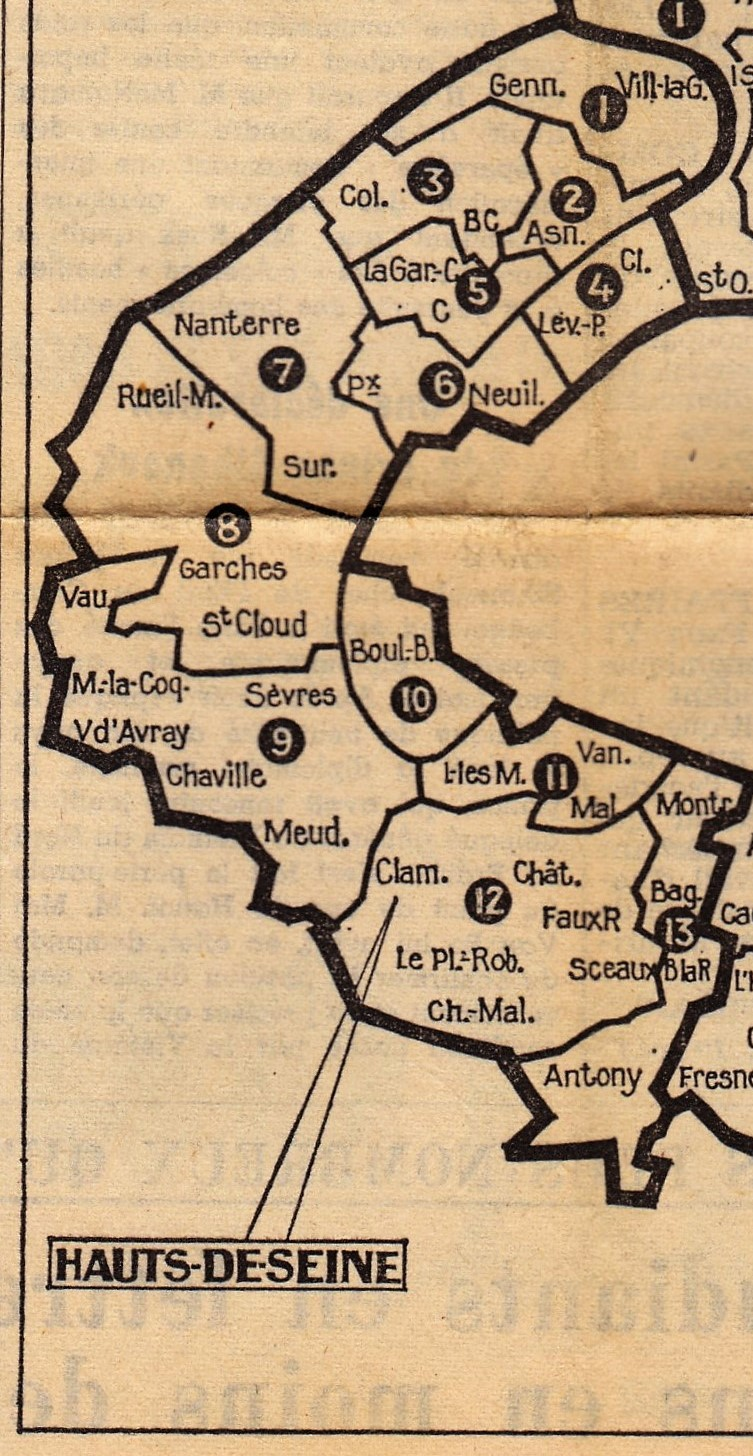
Circonscriptions électorales du département des Hauts de Seine de 1967 à 1981.

#### Élections législatives de 1967
| Candidat                    | Candidat         | Parti          | Premier tour | Premier tour | Second tour | Second tour |  |
| Candidat                    | Candidat         | Parti          | Voix         | %            | Voix        | %           |  |
| --------------------------- | ---------------- | -------------- | ------------ | ------------ | ----------- | ----------- |  |
|                             | Paul Mainguy élu | UD-Ve          | 23 078       | 32,07        | 33 405      | 50,20       |  |
|                             | Henri Ravera     | PCF            | 19 426       | 26,99        | 33 145      | 49,80       |  |
|                             | Henri Ginoux     | PDM (CD)       | 11 944       | 16,60        | Retrait     | Retrait     |  |
|                             | Jean-Paul Brunet | FGDS (Radical) | 7 375        | 10,25        |             |             |  |
|                             | Georges Suant    | Divers gauche  | 6 915        | 9,61         |             |             |  |
|                             | Bernard Ravenel  | PSU            | 3 230        | 4,49         |             |             |  |
|                             |                  |                |              |              |             |             |  |
| Inscrits                    | Inscrits         | Inscrits       | 88 790       | 100,00       | 88 775      | 100,00      |  |
| Abstentions                 | Abstentions      | Abstentions    | 15 460       | 17,41        | 18 549      | 20,89       |  |
| Votants                     | Votants          | Votants        | 73 330       | 82,59        | 70 226      | 79,11       |  |
| Blancs et nuls              | Blancs et nuls   | Blancs et nuls | 1 362        | 1,86         | 3 676       | 5,23        |  |
| Exprimés                    | Exprimés         | Exprimés       | 71 968       | 98,14        | 66 550      | 94,77       |  |
| Source : Gallica et CEVIPOF |                  |                |              |              |             |             |  |

Le suppléant de Paul Mainguy était Jacques Desroche, membre du cabinet du Ministre de l'Économie et des Finances.

#### Élections législatives de 1968
| Candidat                    | Candidat                   | Parti          | Premier tour | Premier tour | Second tour | Second tour |  |
| Candidat                    | Candidat                   | Parti          | Voix         | %            | Voix        | %           |  |
| --------------------------- | -------------------------- | -------------- | ------------ | ------------ | ----------- | ----------- |  |
|                             | Paul Mainguy sortant réélu | UDR (URP)      | 27 167       | 38,9         | 30 807      | 46,8        |  |
|                             | Henri Ravera               | PCF            | 17 912       | 25,64        | 25 776      | 39,16       |  |
|                             | Henri Ginoux               | CD (PDM)       | 12 388       | 17,74        | 9 247       | 14,05       |  |
|                             | Bernard Ravenel            | PSU            | 5 639        | 8,07         |             |             |  |
|                             | Claude Duval               | FGDS           | 4 241        | 6,07         |             |             |  |
|                             | André Noir                 | TD             | 2 499        | 3,58         |             |             |  |
|                             |                            |                |              |              |             |             |  |
| Inscrits                    | Inscrits                   | Inscrits       | 87 345       | 100,00       | 87 340      | 100,00      |  |
| Abstentions                 | Abstentions                | Abstentions    | 16 925       | 19,38        | 20 725      | 23,73       |  |
| Votants                     | Votants                    | Votants        | 70 420       | 80,62        | 66 615      | 76,27       |  |
| Blancs et nuls              | Blancs et nuls             | Blancs et nuls | 574          | 0,82         | 785         | 1,18        |  |
| Exprimés                    | Exprimés                   | Exprimés       | 69 846       | 99,18        | 65 830      | 98,82       |  |
| Source : Gallica et CEVIPOF |                            |                |              |              |             |             |  |

Le suppléant de Paul Mainguy était Jacques Desroche.

#### Élections législatives de 1973
| Candidat       | Candidat             | Parti          | Premier tour | Premier tour | Second tour | Second tour |  |
| Candidat       | Candidat             | Parti          | Voix         | %            | Voix        | %           |  |
| -------------- | -------------------- | -------------- | ------------ | ------------ | ----------- | ----------- |  |
|                | Henri Ravera         | PCF            | 20 434       | 28,09        | 33 801      | 46,57       |  |
|                | Paul Mainguy sortant | UDR (URP)      | 19 619       | 26,97        | 468         | 0,64        |  |
|                | Henri Ginoux élu     | CNIP (MR)      | 17 015       | 23,39        | 38 311      | 52,78       |  |
|                | Pierre Raymondaud    | PS (UGSD)      | 10 239       | 14,08        | Retrait     | Retrait     |  |
|                | Bernard Ravenel      | PSU            | 4 142        | 5,69         |             |             |  |
|                | Jean Métais          | LCR            | 1 141        | 1,57         |             |             |  |
|                | M. Maignien          | FP             | 144          | 0,2          |             |             |  |
|                |                      |                |              |              |             |             |  |
| Inscrits       | Inscrits             | Inscrits       | 90 500       | 100,00       | 90 488      | 100,00      |  |
| Abstentions    | Abstentions          | Abstentions    | 16 494       | 18,23        | 15 952      | 17,63       |  |
| Votants        | Votants              | Votants        | 74 006       | 81,77        | 74 536      | 82,37       |  |
| Blancs et nuls | Blancs et nuls       | Blancs et nuls | 1 272        | 1,72         | 1 956       | 2,62        |  |
| Exprimés       | Exprimés             | Exprimés       | 72 734       | 98,28        | 72 580      | 97,38       |  |

Le suppléant d'Henri Ginoux était Jean Demarcy, secrétaire du CD de Bagneux.

#### Élections législatives de 1978
| Candidat       | Candidat                   | Parti          | Premier tour | Premier tour | Second tour | Second tour |  |
| Candidat       | Candidat                   | Parti          | Voix         | %            | Voix        | %           |  |
| -------------- | -------------------------- | -------------- | ------------ | ------------ | ----------- | ----------- |  |
|                | Henri Ravera               | PCF            | 20 903       | 26,33        | 39 122      | 49,12       |  |
|                | Henri Ginoux sortant réélu | UDF            | 18 155       | 22,87        | 40 251      | 50,88       |  |
|                | Patrick Devedjian          | RPR            | 15 585       | 19,63        | Retrait     | Retrait     |  |
|                | Jean-Marie Lebaron         | PS             | 13 741       | 17,31        |             |             |  |
|                | Stéphane Mathon            | Écologie 78    | 4 718        | 5,94         |             |             |  |
|                | Gabriel Granier            | PSU (FA)       | 1 666        | 2,1          |             |             |  |
|                | André Bertrand             | MRG            | 1 216        | 1,53         |             |             |  |
|                | Michèle Zimmer-Hélias      | Divers         | 1 120        | 1,41         |             |             |  |
|                | Noël Muxonat               | LO             | 765          | 0,96         |             |             |  |
|                | Jean Lafferrière           | LCR            | 519          | 0,65         |             |             |  |
|                | Gérard Moraly              | Rad            | 511          | 0,64         |             |             |  |
|                | Olivier Escande            | UGP            | 370          | 0,47         |             |             |  |
|                | Édouard Quintin            | Divers         | 109          | 0,14         |             |             |  |
|                |                            |                |              |              |             |             |  |
| Inscrits       | Inscrits                   | Inscrits       | 100 766      | 100,00       | 100 763     | 100,00      |  |
| Abstentions    | Abstentions                | Abstentions    | 20 345       | 20,19        | 18 277      | 18,14       |  |
| Votants        | Votants                    | Votants        | 80 421       | 79,81        | 82 486      | 81,86       |  |
| Blancs et nuls | Blancs et nuls             | Blancs et nuls | 1 043        | 1,3          | 2 843       | 3,45        |  |
| Exprimés       | Exprimés                   | Exprimés       | 79 378       | 98,7         | 79 643      | 96,55       |  |

Le suppléant d'Henri Ginoux était Henri Héliot, cadre habitant Antony.

#### Élections législatives de 1981
| Candidat       | Candidat              | Parti          | Premier tour | Premier tour | Second tour | Second tour |  |
| Candidat       | Candidat              | Parti          | Voix         | %            | Voix        | %           |  |
| -------------- | --------------------- | -------------- | ------------ | ------------ | ----------- | ----------- |  |
|                | Henri Ginoux sortant  | CNIP (UNM)     | 25 206       | 37,13        | 31 125      | 44,53       |  |
|                | Philippe Bassinet élu | PS             | 19 594       | 28,87        | 38 764      | 55,46       |  |
|                | Henri Ravera          | PCF            | 15 992       | 23,56        | Retrait     | Retrait     |  |
|                | Pierre Samuel         | MÉP            | 2 490        | 3,67         |             |             |  |
|                | Alban Jacquin         | PSU            | 1 490        | 2,19         |             |             |  |
|                | Jacques Jollet        | Divers droite  | 1 369        | 2,02         |             |             |  |
|                | Michel Clerget        | Divers gauche  | 646          | 0,95         |             |             |  |
|                | Jean-Pierre Scaglia   | LO             | 479          | 0,70         |             |             |  |
|                | Pierre Gallien        | Divers droite  | 354          | 0,52         |             |             |  |
|                | Pierrina Costa        | Divers (GO)    | 255          | 0,37         |             |             |  |
|                |                       |                |              |              |             |             |  |
| Inscrits       | Inscrits              | Inscrits       | 100 627      | 100,00       | 100 621     | 100,00      |  |
| Abstentions    | Abstentions           | Abstentions    | 32 185       | 31,98        | 29 414      | 29,23       |  |
| Votants        | Votants               | Votants        | 68 442       | 68,02        | 71 207      | 70,77       |  |
| Blancs et nuls | Blancs et nuls        | Blancs et nuls | 567          | 0,83         | 1 318       | 1,85        |  |
| Exprimés       | Exprimés              | Exprimés       | 67 875       | 99,17        | 69 889      | 98,15       |  |

Le suppléant de Philippe Bassinet était Jacques Vallin, maitre de recherches à INED.

### Élections législatives de 1986
Lors des élections législatives françaises de 1986, le scrutin n’a pas lieu par circonscription, et les députés sont élus par un scrutin proportionnel départemental à un seul tour.

### Découpage de 1986

#### Élections législatives de 1988
| Candidat       | Candidat                        | Parti          | Premier tour | Premier tour | Second tour | Second tour |  |
| Candidat       | Candidat                        | Parti          | Voix         | %            | Voix        | %           |  |
| -------------- | ------------------------------- | -------------- | ------------ | ------------ | ----------- | ----------- |  |
|                | Patrick Devedjian sortant réélu | RPR (URC)      | 24 519       | 46,57        | 30 058      | 53,27       |  |
|                | Jean-François Merle             | PS             | 17 427       | 33,10        | 26 368      | 46,73       |  |
|                | André Aubry                     | PCF            | 6 453        | 12,26        |             |             |  |
|                | Anne-Laure Le Gallou            | FN             | 4 255        | 8,08         |             |             |  |
|                |                                 |                |              |              |             |             |  |
| Inscrits       | Inscrits                        | Inscrits       | 78 708       | 100,00       | 78 704      | 100,00      |  |
| Abstentions    | Abstentions                     | Abstentions    | 25 397       | 32,27        | 21 244      | 26,99       |  |
| Votants        | Votants                         | Votants        | 53 311       | 67,73        | 57 460      | 73,01       |  |
| Blancs et nuls | Blancs et nuls                  | Blancs et nuls | 657          | 1,23         | 1 034       | 1,8         |  |
| Exprimés       | Exprimés                        | Exprimés       | 52 654       | 98,77        | 56 426      | 98,2        |  |

Le suppléant de Patrick Devedjian était Pierre Ringenbach, UDF, cadre supérieur, maire de Sceaux.

#### Élections législatives de 1993
| Candidat       | Candidat                        | Parti                      | Premier tour | Premier tour | Second tour | Second tour |  |
| Candidat       | Candidat                        | Parti                      | Voix         | %            | Voix        | %           |  |
| -------------- | ------------------------------- | -------------------------- | ------------ | ------------ | ----------- | ----------- |  |
|                | Patrick Devedjian sortant réélu | RPR (UPF)                  | 24 968       | 46,00        | 30 333      | 59,25       |  |
|                | Jean-François Merle             | PS (ADFP)                  | 10 562       | 19,46        | 20 864      | 40,75       |  |
|                | Daniel Gazzola                  | FN                         | 6 142        | 11,32        |             |             |  |
|                | Adrian Rosner                   | GÉ (EÉ)                    | 5 657        | 10,42        |             |             |  |
|                | André Aubry                     | PCF                        | 4 589        | 8,45         |             |             |  |
|                | Christiane Lefrere              | Divers écologiste (LT-LNÉ) | 1 271        | 2,34         |             |             |  |
|                | Jacques Caillault               | Divers gauche (Maj. prés.) | 1 091        | 2,01         |             |             |  |
|                |                                 |                            |              |              |             |             |  |
| Inscrits       | Inscrits                        | Inscrits                   | 80 439       | 100,00       | 80 433      | 100,00      |  |
| Abstentions    | Abstentions                     | Abstentions                | 24 105       | 29,97        | 25 713      | 31,97       |  |
| Votants        | Votants                         | Votants                    | 56 334       | 70,03        | 54 720      | 68,03       |  |
| Blancs et nuls | Blancs et nuls                  | Blancs et nuls             | 2 054        | 3,65         | 3 523       | 6,44        |  |
| Exprimés       | Exprimés                        | Exprimés                   | 54 280       | 96,35        | 51 197      | 93,56       |  |

Le suppléant de Patrick Devedjian était Pierre Ringenbach.

#### Élections législatives de 1997
| Candidat       | Candidat                        | Parti          | Premier tour | Premier tour | Second tour | Second tour |  |
| Candidat       | Candidat                        | Parti          | Voix         | %            | Voix        | %           |  |
| -------------- | ------------------------------- | -------------- | ------------ | ------------ | ----------- | ----------- |  |
|                | Patrick Devedjian sortant réélu | RPR            | 19 497       | 36,95        | 30 568      | 55,85       |  |
|                | Jean-François Merle             | PS             | 13 112       | 24,85        | 24 160      | 44,15       |  |
|                | Annick Martin                   | FN             | 5 862        | 11,11        |             |             |  |
|                | Anne-Marie Geslain              | PCF            | 3 621        | 6,86         |             |             |  |
|                | Gérard Peurière                 | Les Verts      | 2 307        | 4,37         |             |             |  |
|                | Alain Debionne                  | LDI            | 1 680        | 3,18         |             |             |  |
|                | Jean-Marie Laval                | GÉ             | 1 401        | 2,66         |             |             |  |
|                | Louis Orhan                     | LO             | 1 330        | 2,52         |             |             |  |
|                | Jean-Pierre Lettron             | MDC            | 1 114        | 2,11         |             |             |  |
|                | Yves Sexer                      | US4J           | 938          | 1,78         |             |             |  |
|                | Léonore Schneiter               | MÉI            | 884          | 1,68         |             |             |  |
|                | Hervé Le Net                    | Divers droite  | 504          | 0,96         |             |             |  |
|                | Agnès Parlange                  | PT             | 252          | 0,48         |             |             |  |
|                | Virginie Ansquer                | Extrême gauche | 221          | 0,42         |             |             |  |
|                | Ingrid Roman                    | Divers         | 41           | 0,08         |             |             |  |
|                |                                 |                |              |              |             |             |  |
| Inscrits       | Inscrits                        | Inscrits       | 81 386       | 100,00       | 81 386      | 100,00      |  |
| Abstentions    | Abstentions                     | Abstentions    | 26 865       | 33,01        | 23 793      | 29,23       |  |
| Votants        | Votants                         | Votants        | 54 521       | 66,99        | 57 593      | 70,77       |  |
| Blancs et nuls | Blancs et nuls                  | Blancs et nuls | 1 757        | 3,22         | 2 865       | 4,97        |  |
| Exprimés       | Exprimés                        | Exprimés       | 52 764       | 96,78        | 54 728      | 95,03       |  |

Le suppléant de Patrick Devedjian était Pierre Ringenbach.

#### Élections législatives de 2002
| Candidat       | Candidat                        | Parti            | Premier tour | Premier tour | Second tour | Second tour |  |
| Candidat       | Candidat                        | Parti            | Voix         | %            | Voix        | %           |  |
| -------------- | ------------------------------- | ---------------- | ------------ | ------------ | ----------- | ----------- |  |
|                | Patrick Devedjian sortant réélu | UMP              | 27 355       | 48,8         | 29 171      | 57,69       |  |
|                | Pascale Le Néouannic            | PS               | 15 955       | 28,46        | 21 390      | 42,31       |  |
|                | François Le Hot                 | FN               | 3 705        | 6,61         |             |             |  |
|                | Sylvain Bergounioux             | PCF              | 1 757        | 3,13         |             |             |  |
|                | Dominique Boisgard              | Les Verts        | 1 590        | 2,84         |             |             |  |
|                | Jean-Pierre Lettron             | Pôle républicain | 981          | 1,75         |             |             |  |
|                | Joëlle Quintin                  | Cap21            | 799          | 1,43         |             |             |  |
|                | Cécile Couderc-Lafferrière      | LO               | 718          | 1,28         |             |             |  |
|                | Roland Marzuoli                 | Divers           | 685          | 1,22         |             |             |  |
|                | Dominique Le Douce              | Divers           | 592          | 1,06         |             |             |  |
|                | Jacques Mathieu                 | MPF              | 509          | 0,91         |             |             |  |
|                | Bernard Juge                    | LT-LNÉ           | 406          | 0,72         |             |             |  |
|                | Martine Benlolo                 | LO               | 285          | 0,51         |             |             |  |
|                | Roselyne Nourry                 | MNR              | 272          | 0,49         |             |             |  |
|                | Robert Bollondi                 | GÉ               | 184          | 0,33         |             |             |  |
|                | Véronique Frauger de Boyve      | ND               | 159          | 0,28         |             |             |  |
|                | Jean-Marc Griffault             | Divers gauche    | 100          | 0,18         |             |             |  |
|                | Gérard Chênevotot               | Divers           | 2            | 0            |             |             |  |
|                |                                 |                  |              |              |             |             |  |
| Inscrits       | Inscrits                        | Inscrits         | 78 803       | 100,00       | 78 803      | 100,00      |  |
| Abstentions    | Abstentions                     | Abstentions      | 22 123       | 28,07        | 26 832      | 34,05       |  |
| Votants        | Votants                         | Votants          | 56 680       | 71,93        | 51 971      | 65,95       |  |
| Blancs et nuls | Blancs et nuls                  | Blancs et nuls   | 626          | 1,1          | 1 410       | 2,71        |  |
| Exprimés       | Exprimés                        | Exprimés         | 56 054       | 98,9         | 50 561      | 97,29       |  |

Le suppléant de Patrick Devedjian était Georges Siffredi, maire de Châtenay-Malabry, chef d'entreprise.

#### Élections partielles de 2005
| Candidat       | Candidat                        | Parti          | Premier tour | Premier tour | Second tour | Second tour |  |
| Candidat       | Candidat                        | Parti          | Voix         | %            | Voix        | %           |  |
| -------------- | ------------------------------- | -------------- | ------------ | ------------ | ----------- | ----------- |  |
|                | Patrick Devedjian sortant réélu | UMP            | 11 371       | 41,83        | 14 500      | 53,99       |  |
|                | Michèle Canet                   | PS             | 7 203        | 26,50        | 12 357      | 46,01       |  |
|                | Chantal Brault                  | UDF            | 3 147        | 11,58        |             |             |  |
|                | Denis Delrieu                   | Les Verts      | 1 852        | 6,81         |             |             |  |
|                | Jacques Blosse                  | PCF            | 1 466        | 5,39         |             |             |  |
|                | Sandrine Bunot                  | FN             | 1 194        | 4,39         |             |             |  |
|                | Jean-Pierre Lettron             | MRC            | 521          | 1,92         |             |             |  |
|                | Jean-Philippe Chauvin           | Divers         | 255          | 0,94         |             |             |  |
|                | Claude Karsenti                 | Divers         | 175          | 0,64         |             |             |  |
|                |                                 |                |              |              |             |             |  |
| Inscrits       | Inscrits                        | Inscrits       | 78 505       | 100,00       | 78 506      | 100,00      |  |
| Abstentions    | Abstentions                     | Abstentions    | 50 638       | 64,5         | 50 333      | 64,11       |  |
| Votants        | Votants                         | Votants        | 27 867       | 35,5         | 28 173      | 35,89       |  |
| Blancs et nuls | Blancs et nuls                  | Blancs et nuls | 683          | 2,45         | 1 316       | 4,67        |  |
| Exprimés       | Exprimés                        | Exprimés       | 27 184       | 97,55        | 26 857      | 95,33       |  |

#### Élections législatives de 2007
| Candidat       | Candidat                        | Parti                | Premier tour | Premier tour | Second tour | Second tour |  |
| Candidat       | Candidat                        | Parti                | Voix         | %            | Voix        | %           |  |
| -------------- | ------------------------------- | -------------------- | ------------ | ------------ | ----------- | ----------- |  |
|                | Patrick Devedjian sortant réélu | UMP                  | 25 596       | 46,18        | 27 018      | 54,90       |  |
|                | Michele Canet                   | PS                   | 12 929       | 23,62        | 22 197      | 45,10       |  |
|                | Chantal Brault                  | UDF–MoDem            | 8 407        | 15,36        |             |             |  |
|                | Denis Delrieu                   | Les Verts            | 2 291        | 4,19         |             |             |  |
|                | Catherine Iorio                 | FN                   | 1 398        | 2,55         |             |             |  |
|                | Dominique Fie                   | PCF                  | 1 382        | 2,52         |             |             |  |
|                | Stéphane Lepeuve                | Extrême gauche (LCR) | 1 095        | 2,00         |             |             |  |
|                | Dominique Hollebeke             | MPF                  | 604          | 1,10         |             |             |  |
|                | André Sarfati                   | Divers droite        | 365          | 0,67         |             |             |  |
|                | Aimée Gourdol                   | Divers gauche (MRC)  | 337          | 0,62         |             |             |  |
|                | Martine Benlolo                 | Extrême gauche (LO)  | 225          | 0,41         |             |             |  |
|                | Anne Bastide                    | Divers écologiste    | 216          | 0,39         |             |             |  |
|                | Françoise Rieux                 | Extrême droite (MNR) | 204          | 0,37         |             |             |  |
|                | Huguette Fontan                 | Divers gauche        | 40           | 0,07         |             |             |  |
|                |                                 |                      |              |              |             |             |  |
| Inscrits       | Inscrits                        | Inscrits             | 85 152       | 100,00       | 85 159      | 100,00      |  |
| Abstentions    | Abstentions                     | Abstentions          | 28 398       | 33,35        | 34 101      | 40,04       |  |
| Votants        | Votants                         | Votants              | 56 754       | 66,65        | 51 058      | 59,96       |  |
| Blancs et nuls | Blancs et nuls                  | Blancs et nuls       | 1 327        | 2,34         | 1 843       | 3,61        |  |
| Exprimés       | Exprimés                        | Exprimés             | 55 427       | 97,66        | 49 215      | 96,39       |  |

### Découpage de 2010

#### Élections législatives de 2012
| Candidat       | Candidat                        | Parti                | Premier tour | Premier tour | Second tour | Second tour |
| Candidat       | Candidat                        | Parti                | Voix         | %            | Voix        | %           |
| -------------- | ------------------------------- | -------------------- | ------------ | ------------ | ----------- | ----------- |
|                | Patrick Devedjian sortant réélu | UMP                  | 21 839       | 40,24        | 26 824      | 50,18       |
|                | Julien Landfried                | MRC (PS)             | 15 753       | 29,03        | 26 633      | 49,82       |
|                | Fabien Feuillade                | EÉLV (PRG)           | 6 273        | 11,56        |             |             |
|                | Pascale Le Néouannic            | FG (PG)              | 3 210        | 5,91         |             |             |
|                | Michel Georget                  | FN                   | 2 968        | 5,47         |             |             |
|                | Paul Cassia                     | MoDem                | 2 302        | 4,24         |             |             |
|                | Gaëtan de Lambilly              | Divers droite (CNIP) | 472          | 0,87         |             |             |
|                | Manonne Cadoret                 | Divers               | 410          | 0,76         |             |             |
|                | Duncan Thiriez                  | Divers (Pirate)      | 381          | 0,70         |             |             |
|                | Marie de Zayas                  | Divers droite (PCD)  | 373          | 0,69         |             |             |
|                | Franck Rollot                   | Extrême gauche (LO)  | 147          | 0,27         |             |             |
|                | Magalie Debisschop              | Extrême gauche (NPA) | 141          | 0,26         |             |             |
|                |                                 |                      |              |              |             |             |
| Inscrits       | Inscrits                        | Inscrits             | 86 549       | 100,00       | 86 550      | 100,00      |
| Abstentions    | Abstentions                     | Abstentions          | 31 552       | 36,46        | 31 531      | 36,43       |
| Votants        | Votants                         | Votants              | 54 997       | 63,54        | 55 019      | 63,57       |
| Blancs et nuls | Blancs et nuls                  | Blancs et nuls       | 728          | 1,32         | 1 562       | 2,84        |
| Exprimés       | Exprimés                        | Exprimés             | 54 269       | 98,68        | 53 457      | 97,16       |

#### Élections législatives partielles de décembre 2012
La réélection de Patrick Devedjian en juin 2012 a été invalidée par le conseil constitutionnel en raison du choix de suppléant invalide.
Une législative partielle a eu lieu les 9 et 16 décembre 2012. À l'issue de cette élection partielle, Patrick Devedjian est largement réélu, avec un peu plus de 60 % des suffrages. Lors du 2e tour de cette élection partielle, le taux d'abstention atteint 63,95 % des inscrits.
| Candidat                          | Candidat                        | Parti              | Premier tour | Premier tour | Second tour | Second tour |  |
| Candidat                          | Candidat                        | Parti              | Voix         | %            | Voix        | %           |  |
| --------------------------------- | ------------------------------- | ------------------ | ------------ | ------------ | ----------- | ----------- |  |
|                                   | Patrick Devedjian sortant réélu | UMP                | 15 352       | 49,82        | 17 822      | 60,03       |  |
|                                   | Julien Landfried                | MRC (PS, EÉLV)     | 10 022       | 32,52        | 11 865      | 39,97       |  |
|                                   | Pascale Le Neouannic            | FG                 | 2 135        | 6,93         |             |             |  |
|                                   | Michel Georget                  | FN                 | 1 472        | 4,78         |             |             |  |
|                                   | Brieuc Martin                   | Divers (PVB)       | 809          | 2,63         |             |             |  |
|                                   | Emmanuel Pruvost                | MÉI                | 532          | 1,73         |             |             |  |
|                                   | Manuel Brun                     | DLR                | 405          | 1,31         |             |             |  |
|                                   | Manonne Cadoret                 | Divers (Émergence) | 88           | 0,29         |             |             |  |
|                                   |                                 |                    |              |              |             |             |  |
| Inscrits                          | Inscrits                        | Inscrits           | 85 592       | 100,00       | 85 592      | 100,00      |  |
| Abstentions                       | Abstentions                     | Abstentions        | 54 137       | 63,25        | 54 736      | 63,95       |  |
| Votants                           | Votants                         | Votants            | 31 455       | 36,75        | 30 856      | 36,05       |  |
| Blancs et nuls                    | Blancs et nuls                  | Blancs et nuls     | 640          | 2,03         | 1 169       | 3,79        |  |
| Exprimés                          | Exprimés                        | Exprimés           | 30 815       | 97,97        | 29 687      | 96,21       |  |
| Source : Ministère de l'Intérieur |                                 |                    |              |              |             |             |  |

#### Élections législatives de 2017
|                                                                                  |                                                                               |                           |                           |                          |                          |
|                                                                                  |                                                                               | Premier tour 11 juin 2017 | Premier tour 11 juin 2017 | Second tour 18 juin 2017 | Second tour 18 juin 2017 |
|                                                                                  |                                                                               |                           |                           |                          |                          |
|                                                                                  |                                                                               | Nombre                    | % des inscrits            | Nombre                   | % des inscrits           |
| Inscrits                                                                         | Inscrits                                                                      | 89 108                    | 100,00                    | 89 108                   | 100,00                   |
| Abstentions                                                                      | Abstentions                                                                   | 37 133                    | 41,67                     | 44 289                   | 49,70                    |
| Votants                                                                          | Votants                                                                       | 51 975                    | 58,33                     | 44 819                   | 50,30                    |
|                                                                                  |                                                                               |                           | % des votants             |                          | % des votants            |
| Bulletins blancs                                                                 | Bulletins blancs                                                              | 811                       | 1,56                      | 3 765                    | 8,40                     |
| Bulletins nuls                                                                   | Bulletins nuls                                                                | 45                        | 0,09                      | 280                      | 0,62                     |
| Suffrages exprimés                                                               | Suffrages exprimés                                                            | 51 119                    | 98,35                     | 40 774                   | 90,97                    |
|                                                                                  |                                                                               |                           |                           |                          |                          |
| Candidat Étiquette politique (partis et alliances)                               | Candidat Étiquette politique (partis et alliances)                            | Voix                      | % des exprimés            | Voix                     | % des exprimés           |
|                                                                                  |                                                                               |                           |                           |                          |                          |
|                                                                                  | Frédérique Dumas La République en marche                                      | 23 201                    | 45,39                     | 25 017                   | 61,36                    |
|                                                                                  | Georges Siffredi Les Républicains (Union des démocrates et indépendants)      | 12 664                    | 24,77                     | 15 757                   | 38,64                    |
|                                                                                  | Nicolas Lasgi La France insoumise                                             | 4 448                     | 8,70                      |                          |                          |
|                                                                                  | Benjamin Lanier Parti socialiste                                              | 2 591                     | 5,07                      |                          |                          |
|                                                                                  | Denis Delrieu Europe Écologie Les Verts                                       | 2 437                     | 4,77                      |                          |                          |
|                                                                                  | Agnès Laffite Front national                                                  | 2 152                     | 4,21                      |                          |                          |
|                                                                                  | Monique Pinçon-Charlot Divers gauche (Parti communiste français)              | 2 051                     | 4,01                      |                          |                          |
|                                                                                  | Cédric Nicolas Divers droite (Parti chrétien-démocrate)                       | 647                       | 1,27                      |                          |                          |
|                                                                                  | Jérôme Yanez Divers (Union populaire républicaine)                            | 361                       | 0,71                      |                          |                          |
|                                                                                  | Franck Rollot Lutte ouvrière                                                  | 218                       | 0,43                      |                          |                          |
|                                                                                  | Laurent Farcy-Briant Divers                                                   | 171                       | 0,33                      |                          |                          |
|                                                                                  | Maurice Cukierman Extrême gauche (Parti communiste révolutionnaire de France) | 115                       | 0,22                      |                          |                          |
|                                                                                  | Tristan Achache Divers (Allons enfants)                                       | 63                        | 0,12                      |                          |                          |
| Source : Ministère de l'Intérieur - Treizième circonscription des Hauts-de-Seine |                                                                               |                           |                           |                          |                          |

#### Élections législatives de 2022
Les élections législatives françaises de 2022 ont eu lieu les dimanches 12 et 19 juin 2022.
|                                                    |                                                                                |                           |                           |                          |                          |
|                                                    |                                                                                | Premier tour 12 juin 2022 | Premier tour 12 juin 2022 | Second tour 19 juin 2022 | Second tour 19 juin 2022 |
|                                                    |                                                                                |                           |                           |                          |                          |
|                                                    |                                                                                | Nombre                    | % des inscrits            | Nombre                   | % des inscrits           |
| Inscrits                                           | Inscrits                                                                       | 90 055                    | 100                       | 90 066                   | 100                      |
| Abstentions                                        | Abstentions                                                                    | 38 996                    | 43,30                     | 39 978                   | 44,39                    |
| Votants                                            | Votants                                                                        | 51 059                    | 56,70                     | 50 088                   | 55,61                    |
|                                                    |                                                                                |                           | % des votants             |                          | % des votants            |
| Bulletins blancs                                   | Bulletins blancs                                                               | 946                       | 1,85                      | 2705                     | 5,40                     |
| Bulletins nuls                                     | Bulletins nuls                                                                 | 42                        | 0,08                      | 247                      | 0,49                     |
| Suffrages exprimés                                 | Suffrages exprimés                                                             | 50 071                    | 98,06                     | 47 136                   | 94,11                    |
|                                                    |                                                                                |                           |                           |                          |                          |
| Candidat Étiquette politique (partis et alliances) | Candidat Étiquette politique (partis et alliances)                             | Voix                      | % des exprimés            | Voix                     | % des exprimés           |
|                                                    |                                                                                |                           |                           |                          |                          |
|                                                    | Maud Bregeon Ensemble                                                          | 16 441                    | 32,84                     | 27 864                   | 59,11                    |
|                                                    | Brice Gaillard Nouvelle Union populaire écologique et sociale Parti socialiste | 13 976                    | 27,91                     | 19 272                   | 40,89                    |
|                                                    | Philippe Laurent Union des démocrates et indépendants                          | 8 259                     | 16,49                     |                          |                          |
|                                                    | Patrick Yvars Rassemblement national                                           | 2 929                     | 5,85                      |                          |                          |
|                                                    | Thibault Simonin Reconquête                                                    | 2 592                     | 5,18                      |                          |                          |
|                                                    | Numa Isnard Les Républicains                                                   | 2 445                     | 4,88                      |                          |                          |
|                                                    | Julien Gautrelet Parti radical de gauche                                       | 1 965                     | 3,92                      |                          |                          |
|                                                    | David Benoist Parti animaliste                                                 | 859                       | 1,72                      |                          |                          |
|                                                    | Agathe Martin Lutte ouvrière                                                   | 306                       | 0,61                      |                          |                          |
|                                                    | Farid Nassimi Union des démocrates musulmans français                          | 221                       | 0,44                      |                          |                          |
|                                                    | Alexis Toyane Parti pirate                                                     | 78                        | 0,16                      |                          |                          |

### Élections législatives de 2024
| Candidat                 | Candidat                 | Parti et coalition       | Nuance                   | Premier tour | Premier tour | Second tour | Second tour |
| Candidat                 | Candidat                 | Parti et coalition       | Nuance                   | Voix         | %            | Voix        | %           |
| ------------------------ | ------------------------ | ------------------------ | ------------------------ | ------------ | ------------ | ----------- | ----------- |
|                          | Maud Bregeon             | RE (ENS)                 | ENS                      | 25 721       | 39,18        | 33 310      | 56,12       |
|                          | Brice Gaillard (d)       | PS (NFP)                 | UG                       | 24 798       | 37,77        | 26 044      | 43,88       |
|                          | Patrick Yvars            | RN                       | RN                       | 9 629        | 14,67        |             |             |
|                          | Numa Isnard              | LR (UDC)                 | LR                       | 3 613        | 5,50         |             |             |
|                          | Marie-Josée Preto        | REC                      | REC                      | 770          | 1,17         |             |             |
|                          | Mohamed Tounsi           | SE                       | DVC                      | 736          | 1,12         |             |             |
|                          | Agathe Martin            | LO                       | EXG                      | 385          | 0,59         |             |             |
|                          |                          |                          |                          |              |              |             |             |
| Suffrages exprimés       | Suffrages exprimés       | Suffrages exprimés       | Suffrages exprimés       | 65 652       | 98,00        | 59 354      | 94,31       |
| Votes blancs             | Votes blancs             | Votes blancs             | Votes blancs             | 1 251        | 1,87         | 3 339       | 5,31        |
| Votes nuls               | Votes nuls               | Votes nuls               | Votes nuls               | 87           | 0,13         | 241         | 0,38        |
| Total                    | Total                    | Total                    | Total                    | 66 990       | 100          | 62 934      | 100         |
| Abstention               | Abstention               | Abstention               | Abstention               | 22 348       | 25,02        | 26 414      | 29,56       |
| Inscrits / participation | Inscrits / participation | Inscrits / participation | Inscrits / participation | 89 338       | 74,98        | 89 348      | 70,44       |

#### Par communes, premier tour
| Commune          | Martin | Martin | Gaillard | Gaillard | Bregeon | Bregeon | Tounsi | Tounsi | Isnard | Isnard | Yvars | Yvars | Preto | Preto | P.    |
| Commune          | #      | %      | #        | %        | #       | %       | #      | %      | #      | %      | #     | %     | #     | %     | P.    |
| ---------------- | ------ | ------ | -------- | -------- | ------- | ------- | ------ | ------ | ------ | ------ | ----- | ----- | ----- | ----- | ----- |
| Antony           | 153    | 0,50   | 11 402   | 37,32    | 12 067  | 39,50   | 314    | 1,03   | 1 667  | 5,46   | 4 564 | 14,94 | 383   | 1,25  | 76,18 |
| Châtenay-Malabry | 125    | 0,88   | 5 795    | 40,80    | 4 900   | 34,50   | 145    | 1,45   | 717    | 5,05   | 2 324 | 16,36 | 137   | 0,96  | 70,40 |
| Bourg-la-Reine   | 66     | 0,65   | 3 997    | 39,07    | 4 046   | 39,55   | 114    | 1,11   | 545    | 5,33   | 1 338 | 13,08 | 124   | 1,21  | 77,07 |
| Sceaux           | 41     | 0,38   | 3 604    | 33,78    | 4 708   | 44,13   | 102    | 0,96   | 684    | 6,41   | 1 403 | 13,15 | 126   | 1,18  | 75,28 |

#### Par communes, second tour
| Commune          | Gaillard | Gaillard | Bregeon | Bregeon | P.    |
| Commune          | #        | %        | #       | %       | P.    |
| ---------------- | -------- | -------- | ------- | ------- | ----- |
| Antony           | 11 809   | 43,01    | 15 650  | 56,99   | 71,24 |
| Châtenay-Malabry | 6 181    | 47,84    | 6 739   | 52,16   | 66,53 |
| Bourg-la-Reine   | 4 253    | 45,30    | 5 136   | 54,70   | 74,01 |
| Sceaux           | 3 801    | 39,65    | 5 785   | 60,35   | 70,48 |